# デザインライン
デザインライン（英: Designline）は、かつてに存在したニュージーランドの大手コーチビルダー（バスボディメーカー）。南島・カンタベリー地方のアシュバートンに本社と工場があり、ニュージーランド及びアメリカ合衆国で高いシェアを持っていた。2006年、本社をアメリカ合衆国のノースカロライナ州に移転後、2013年に業績低下で破産、現在は、EPV(Environmental Performance Vihicles)という新社名のもと、新会社に引き継がれている。一方で、デザインラインの起源であったニュージーランドでは、現在でも市場でのシェアは高く、デザインライン・パシフィックという社名で残っているほか、デザインライン・UAEをUAEに設立している。

## 歴史
創業者は、ジョン・タートン。1985年にニュージランドの南島、アシュバートンで創業。手がけるバスはスクールバスから路線バス、2階建ての観光バスまで幅広い。ベースシャーシはMAN・スカニア・ボルボが中心。
1998年に開発、生産を始めたハイブリッド電気バスが、地元クライストチャーチで運行を開始し、世界中のバス業界で話題を集め、デザインラインの知名度と市場シェアが高まった。
2006年には、アメリカ合衆国へ本社機能を移転。翌年2007年に、ニューヨークで、電気タービンバスの導入が始まった。2008年には、ニューヨークMTAより、ガスタービン車両、電気バス車両の両方を合わせて130台もの発注を受けた。
2009年、起点であったニュージーランドのアシュバートン工場が、ロールストンに移転。また、ニュージーランドでの事業は、デザインライン・パシフィックという新会社のもとになる。
2009年以降、新車種の開発能力の低迷、いくつもの技術的なトラブル、ブレーキ故障、火災が相次ぎ、市場シェアは急降下。2011年には、受注後のキャンセルが相次いだ。これを受け、2013年、破産を申告。アメリカ合衆国の企業再生支援によって、デンバー市、ニュージャージー州、カナダのモントリオール市、本社地元のシャーロット市などから多数の新車受注を受けるも、頻繁なブレーキ故障や車両からの出火といった問題が改善されないため、受注のほとんどが2014年現在までにキャンセルされている。
2013年10月、投資会社ワンダーランド社によって買収され、2014年より、新社名EPV (Environmental Performance Vihicles)となる。
一方で、ニュージーランドの、デザインライン・パシフィックは、2011年頃から、同国の同業他社、コーチワークセントラル社や、キーウィコーチビルダー社、隣国オーストラリアのコーチデザイン社によるシェアの拡大で、低迷しているが、近年、企業ロゴの一新、新型車両の開発、デザインライン・UAEを、UAEに設立するなど、需要は徐々に回復の見込みである。

## タービン電気バス
1998年、クライストチャーチ市街の無料バス「シティシャトル」に、デザインライン製のタービン電気バスが導入された。機構的には「ターボ・エレクトリック方式」がベースで、小型のガスタービンエンジンで発電機を駆動し、蓄電池を介するシリーズ式ハイブリッドカーの一種で、アメリカ・キャプストン社のシステムを採用している。
日本では2000年（平成12年）、東京電力が実車を借り受けて横浜市内で試験走行を行い、その実績を元に日本向けに改良されたタービン電気バスが2003年（平成15年）に4台（＋東京電力向けに1台）輸入され、日の丸自動車興業の無料循環バス「丸の内シャトル」と「メトロリンク日本橋」用に導入された。シャシはMAN製を採用している。

## 運行業者
- オークランド (ニュージーランド)
  - NZ Bus
    - North Star
    - GO WEST
    - Metrolink
    - Waka Pacific
    - LINK

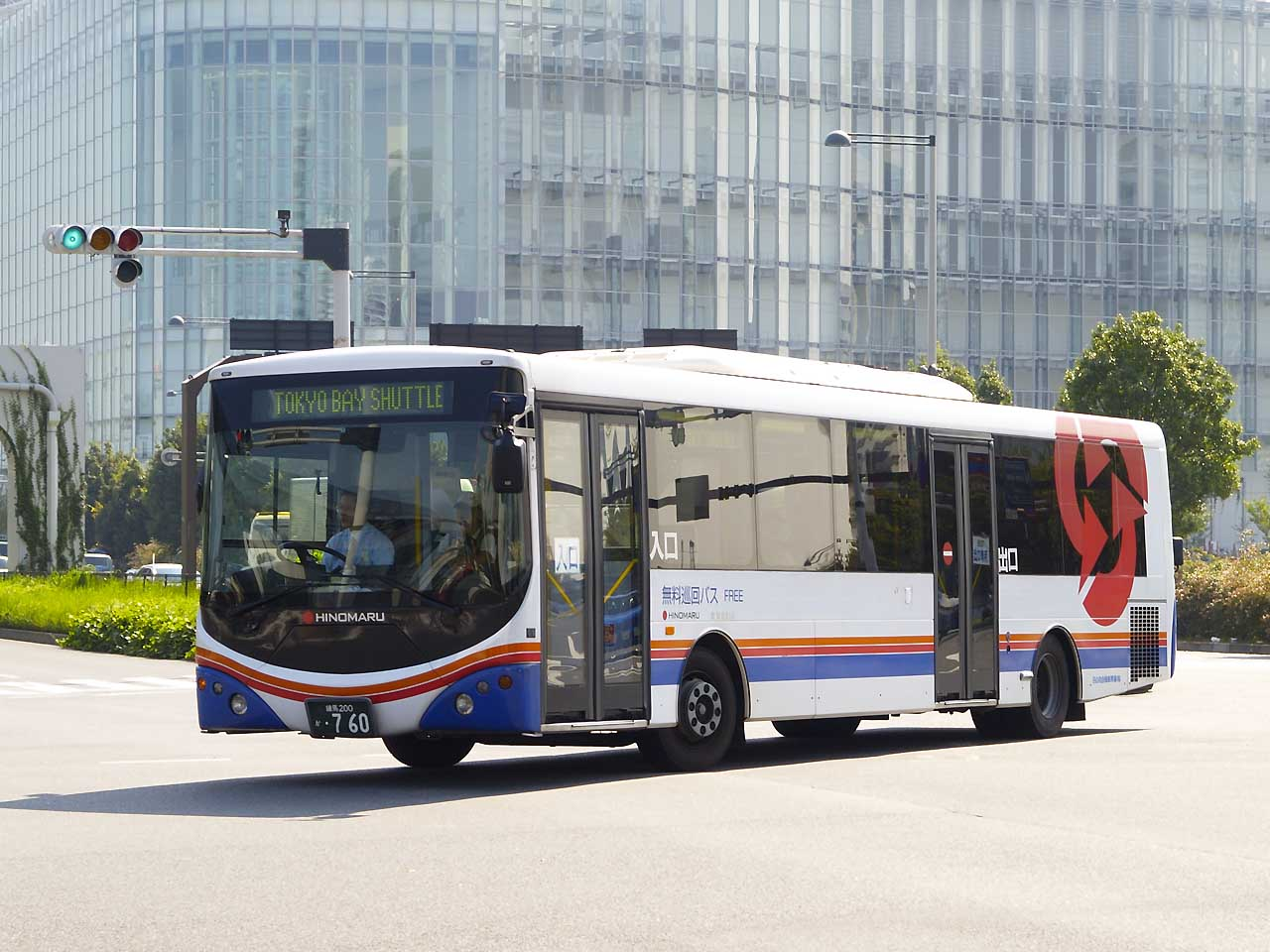
デザインラインのノンステップバス（東京ベイシャトル仕様）

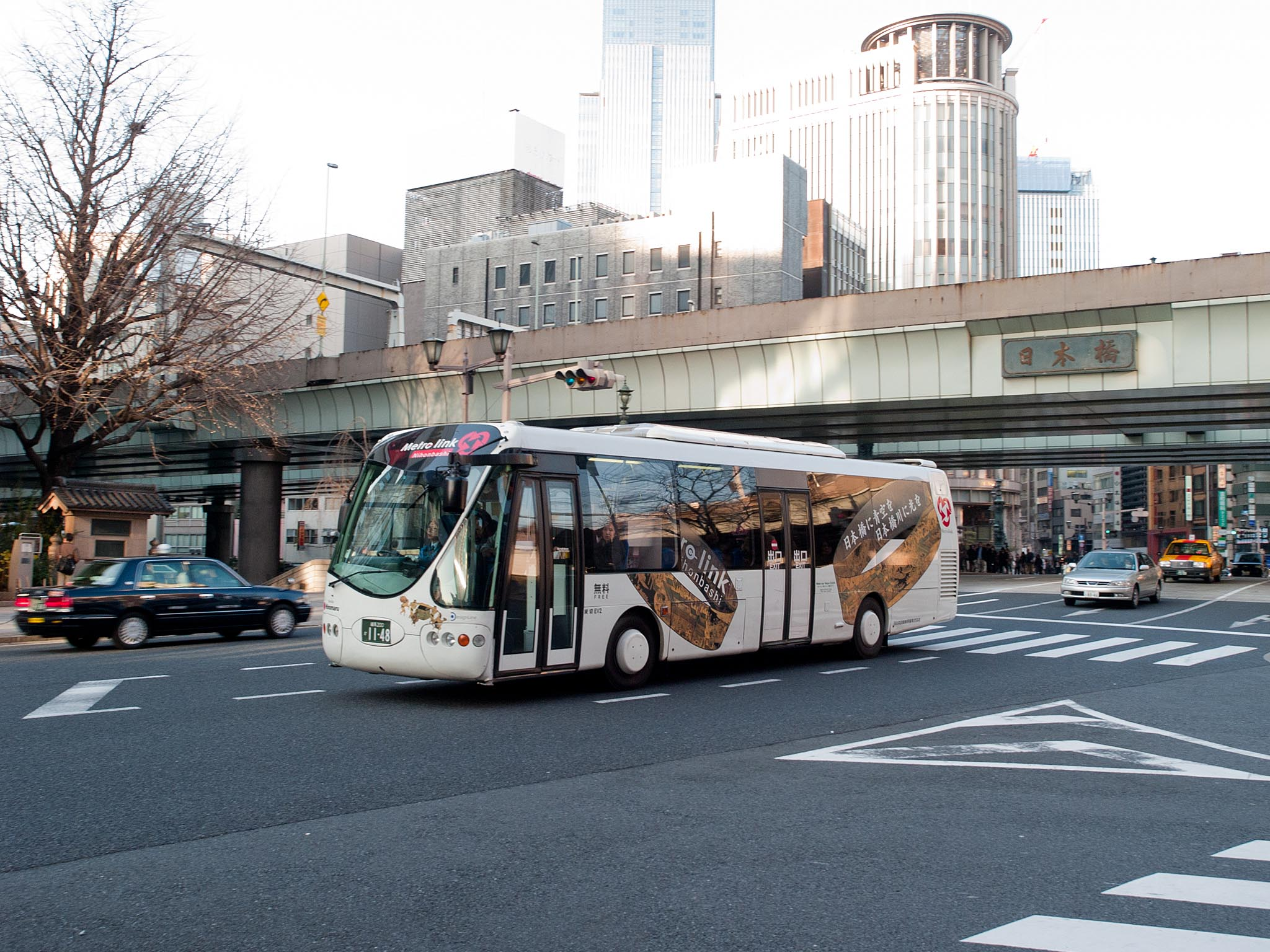
タービン電気バス（メトロリンク日本橋）

  - Birkenhead Transport
  - Richies
  - Howick and Eastern
  - AIRBUS EXPRESS
  - Urban Express
- タウランガ
  - Bay Bus (Bay Hopper)
- クライストチャーチ
  - Leopard Coachlines
  - Red Bus Ltd
  - Go Bus Christchurch
- ダニーデン
  - Citibus
  - Passenger Transport
- インバーカーギル
  - Passenger Transport
- クイーンズタウン (ニュージーランド)
  - Connectabus
- ハミルトン (ニュージーランド)
  - Go Bus
- ヘイスティングス/ネーピア
  - goBay
- パーマストンノース
  - Tranzit
- ウェリントン
  - GO Wellington
  - Valley Flyer
  - Airport Flyer
- ポリルア/カピティコースト
  - Mana Coachlines
- メルボルン
  - Transdev Melbourne
  - Ventura Bus Lines
- 東京
  - 日の丸自動車興業